# セルダル・ギュルレル
セルダル・ギュルレル（Serdar Gürler  ,  1991年9月14日 - ）は、フランス・バ＝ラン県アグノー出身のプロサッカー選手。スュペル・リグのエユプスポルに所属している。ポジションはMF。

## 来歴
2004年にFCソショーに入団、2010年にトップチームデビューを果たした。
その後、2012年に両親の祖国にあたるトルコに航り、エラズースポルに入団。以降スュペル・リグの各チームで実績を残し、2017-18シーズンに所属したオスマンルスポルFKでは、29試合12得点の好成績を残した。
2018年8月7日、スペインのプリメーラ・ディビシオンに初昇格したSDウエスカと契約した。
2022年1月13日、イスタンブール・バシャクシェヒルFKと3年半契約を結んだ。

## トルコ代表
フランス出身ながら、代表はユース世代から一貫してトルコ代表でプレー。2017年3月27日のモルドバ戦で、フル代表デビューを果たした。